# Chefe do Estado-Maior do Exército (Portugal)

Galhardete distintivo de General CEME.

O Chefe do Estado-Maior do Exército (CEME) - referido frequentemente como General CEME - é o oficial general que exerce a função de comandante do Exército Português. É única função do Exército inerente a um oficial com o posto de general (quatro estrelas).
No passado, competia ao CEME a chefia direta do Estado-Maior do Exército (EME). Hoje em dia, a designação "Chefe do Estado-Maior do Exército" é apenas mantida por tradição, uma vez que já não lhe cabe dirigir diretamente o EME, mas sim exercer o comando-geral do Exército. A chefia do EME cabe hoje em dia a um outro oficial general designado "Adjunto para o Planeamento".

## Competências
Compete ao CEME exercer o comando do Exército, atuar como principal colaborador do ministro da Defesa Nacional e do Chefe do Estado-Maior-General das Forças Armadas (CEMGFA) em todos os assuntos respeitantes ao Exército, integrar a estrutura de comando operacional das Forças Armadas Portuguesas como comandante subordinado do CEMGFA, assumir a responsabilidade pelo cumprimento das missões específicas do Exército, representar o Exército Português e definir a organização interna das unidades, estabelecimentos e órgãos do Exército.

## Órgãos de suporte do Chefe do Estado-Maior do Exército
O Chefe do Estado-Maior do Exército é apoiado pelo Gabinete do Chefe do Estado-Maior do Exército e coadjuvado pelo Vice-Chefe do Estado-Maior do Exército.

### Gabinete
O Gabinete do Chefe do Estado-Maior do Exército é o órgão de apoio direto e pessoal ao CEME. A função de Chefe de Gabinete do CEME é exercida por um major-general. Compete ao Gabinete do CEME assegurar as atividades de relações públicas, informação pública, protocolo e assessoria jurídica do Exército.
O Jornal do Exército depende hierarquicamente do Gabinete do CEME.

### Vice-Chefe do Estado-Maior do Exército
O Vice-Chefe do Estado-Maior do Exército (VCEME) é o segundo comandante do Exército Português. A função de VCEME é desempenhada por um tenente-general, que é hierarquicamente superior a todos os outros oficiais generais do Exército com o mesmo posto.
Compete ao VCEME exercer as competências que lhe sejam delegadas pelo CEME, substituí-lo nos seus impedimentos e ausências e exercer interinamente as funções de CEME em caso de vacatura do cargo.
O VCEME dispõe de um gabinete para apoio direto, estando na sua direta dependência hierárquica a Direção de História e Cultura Militar e o Centro de Finanças Geral do Exército.